# Central sindical

Logo del sindicalisme

Una central sindical, federació de sindicats o confederació de sindicats és una organització obrera formada per l'agrupació voluntària de diversos sindicats, per territori o per sectors o branques industrials, amb el fi de constituir una força sindical major i més forta. Els diferents sindicats que conformen una mateixa central sindical es coordinen amb els mateixos principis ideològics i una estructura organitzadora comuna. Alguns exemples de centrals sindicals són la Confederació Nacional del Treball (CNT), la Unió Sindical Obrera (USO), la Confederació General del Treball (CGT), Comissions Obreres (CCOO), etc.
A la central sindical considerada més representativa d'un Estat li correspon nomenar un dels quatre membres que integren la delegació estatal a l'Organització Internacional del Treball, OIT. El segon membre és escollit pels empleadors (empreses, patronal) i els altres dos els escull el govern. Les centrals sindicals estatals solen afiliar-se a federacions mundials. N'hi ha diverses, amb bases ideològiqes diferents, com per exemple, la Confederació Sindical Internacional, CSI, de tendència cristiana i que representa a 166 milions de treballadors; o la Federació Sindical Mundial, FSM, de tendència comunista. Però també hi ha federacions a altres nivells territorials, com per exemple la Confederació Europea de Sindicats, CES.